# Ada Svedin

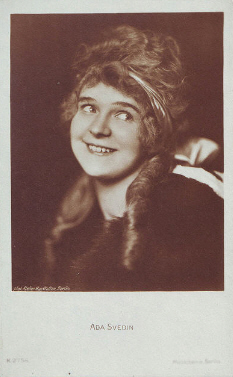
Ada Svedin, etwa 1920

Ada Svedin, gebürtig Hildegard Adelaide Edelgunde Kommnick (* 2. Januar 1894 in Hohensalza, Deutsches Kaiserreich; † 10. Juli 1975 in West-Berlin), war eine deutsche Schauspielerin. Sie war mit dem Regisseur Ludwig Czerny verheiratet.

## Filmografie (Auswahl)
- 1918: Die Notbremse
- 1918: Wie die Grossen
- 1918: Die geborgte Villa
- 1919: Das Caviar-Mäuschen
- 1919: Melodie des Herzens
- 1919: Das Nachttelegramm
- 1920: Das Kussverbot
- 1921: Miß Venus
- 1922: Jenseits des Stromes
- 1922: Die blonde Geisha
- 1924: Das Mädel von Pontecuculi
- 1928: Das Hemd des Glücklichen